# Verlag Ed. Hölzel
Ed. Hölzel (heute Hölzel Verlag) ist ein Verlag für Lernmedien in Wien, der vor allem für seine Atlanten bekannt ist, die überwiegend in österreichischen Schulen verwendet werden.

## Geschichte
Eduard Hölzel eröffnete am 15. Oktober 1844 in Olmütz eine Buchhandlung und begann mit seiner Verlagstätigkeit. Hölzel hatte es sich zum Ziel gesetzt, Missständen im geographischen Unterricht der Schulen entgegenzuwirken und konzentrierte sich daher von Anfang an auf das Verlegen von kartographischen Werken, insbesondere von Schulatlanten, die er in unterschiedlichen Ausführungen für alle Unterrichtsstufen in den damals zur österreichisch-ungarischen Monarchie gesprochenen Sprachen. Als zweiten Schwerpunkt hatte er sich die Veröffentlichung ethnographischer Werke gesetzt. Nach der Eröffnung einiger Zweigbuchhandlungen in Neu Titschein und Mährisch-Schönberg in Mähren verlagerte er 1861 den Schwerpunkt seiner Tätigkeiten nach Wien. Hier übernahm er die Lithographische Kunstanstalt K. Horegschl, wo er am 25. Jänner 1861 in der Luisengasse 5 im 4. Wiener Gemeindebezirk die Firma „Ed. Hölzel Geographisches Institut und Lithographie-Anstalt“ beziehungsweise „Ed. Hölzel Geographisches Institut und Kunstanstalt für Ölfarbendruck“ gründete. Dort ließ er kartographische Arbeiten produzieren und führte in der verlagseigenen „chromolithographischen Kunstanstalt und Steindruckerei“ Aufträge für Anschauungsbilder, Kalender, Lehrmittel, Plakate oder Reklame aus. Im selben Jahr erschien unter der Leitung von Blasius Kozenn der Geographische Schul-Atlas für die Gymnasien, Real- und Handelsschulen, auch als Kozenn-Atlas bekannt. Der in vielen Ausgaben ständig erweiterte und redigierte Kozenn-Atlas wird heute noch unter diesem Namen verwendet. Neben den Atlanten wurden bald auch andere Produkte für den Geographie-Unterricht an Schulen wie Schulbücher, Wandkarten und Wandtafeln erzeugt. Der Verlag war ab 1850 führend beim Einsatz der damals neuen und modernen Farblithographie, u. a. für Kunstdrucke.
Nach dem Tod Eduard Hölzels 1885 führte sein älterer Sohn Hugo (1852–1895), der bereits 1879 in das Unternehmen kam, zusammen mit seinem Schwager Emil Kosmack (1840–1893) die Verlegertätigkeit u. a. mit geographischer Reiseliteratur fort. Nach dem Tod Hugo Hölzels übernahm 1895 Wilhelm Zwierzina die Geschäftsleitung, das Eigentum an der Firma ging an Hugo Hölzels Witwe Louise Hölzel. 1899 verkaufte sie die Mehrheitsanteile des Verlages an Theodor Eichmann, den Besitzer einer Papierfabrik in Arnau/Hostinné.

## Entwicklung im 20. Jahrhundert
Das Unternehmen wurde in eine Kommanditgesellschaft umgewandelt, Zwierzina wurde persönlich haftender Gesellschafter und Geschäftsführer.
Das Ende des Ersten Weltkrieges brachte einen starken Einbruch in diesem Geschäft, da nur mehr das heutige Österreich als Marktgebiet übrigblieb. Trotzdem konnte der Verlag seine Tätigkeit wieder ausweiten. 1919 feierte die Firma ihr 75-jähriges Bestehen, Otto Schweitzer und Vinzenz Eisenmeier fungierten als Gesellschafter. Zudem wurde 1920 die Tochtergesellschaft „Österreichische Verlagsgesellschaft Ed. Hölzel & Co. Ges.m.b.H.“ (Wallnerstr. 4II [Palais Esterhäzi]) gegründet, die mit dem Archiv der staatlichen Lichtbildstelle (Österreichische Bundeslichtbildstelle) zusammenarbeitete. Sie übernahm den Verlag der österreichischen Kunstbücher, die erstmals die Kunstschätze Österreichs, von Kunstgelehrten dokumentiert und mit zahlreichen Abbildungen versehen in mehreren Bändchen veröffentlicht wurden.
Nach dem Zweiten Weltkrieg musste Ed. Hölzel ebenfalls wieder neu beginnen. Mit Hilfe des Kriegsberichterstatters und Offiziers der britischen Armee, Moshe Brawer, konnte die Produktion auch mit ausländischen Atlanten, wie im neu gegründeten Israel, wieder ausgebaut werden. Es folgten Lizenzausgaben für Frankreich (Editions Bordas), Südtirol (Athesia), Katar und viele andere Länder. Im Jahr 1968 erhielt der Verlag die Berechtigung als „Staatliche Auszeichnung“ das Bundeswappen im Geschäftsverkehr zu verwenden.
Viele Jahre lieferte der Verlag die Offizielle Straßenkarte von Österreich 1:150.000 für den Österreichischen Automobil-, Motorrad- und Touring Club (ÖAMTC).

## Neuere Geschichte
2018 übernahm der Eigentümer des Verlags, die österreichische Druck- und Verlagsgruppe P&V Holding, den Verlag im berufsbildenden Bereich, MANZ Verlag Schulbuch. Rückwirkend mit 1. März 2020 wurden beide Verlage in der Hölzel Verlag GmbH vereinigt.
Der Hölzel Verlag als Bildungsverlag bietet Lernmedien und -services als Unterstützung für den Unterricht und den Lernprozess.
Mit rund 40 Mitarbeitern publiziert der Hölzel Verlag rund 360 Schulbücher für die Sekundarstufe I und II und ist Herausgeber des Online-Bildungsmagazins Hölzel Journal für Schule und Berufsbildung. Seit 2023 gehört Hölzel zur Westermann Gruppe in Deutschland.